# 군수공장 (스타크래프트)
군수공장(영어: Factory)은 스타크래프트 종족인 테란의 건물이다. 테란의 고급 건물 중에 하나이다. 

## 특징
군수공장은 스타크래프트와 스타크래프트 리마스터에선 Factory란 영단어를 그대로 한글로 음역한 팩토리라고 불리며 스타크래프트 2에서는 한국어로 번역한 군수공장이라고 부른다. 테란의 생산 건물 중에 하나로 벌처, 시즈 탱크, 골리앗으로 이뤄진 메카닉 테란의 유닛들을 생산하는 건물이다. 메카닉 테란이나 바카닉 테란을 운영할 때 군수공장은 핵심 생산 건물로 활용되며 테테전, 테프전은 모두 메카닉 테란으로 운영되기에 군수공장은 테테전과 테프전에선 매우 중요한 생산 건물이 된다. 이로 인하여 테테전이나 테프전에선 적인 상대 테란이나 프로토스가 아군 테란의 군수공장 지역을 점거하려고 하기 때문에 군수공장은 테테전과 테프전을 하는 테란의 입장에선 필히 지켜야하는 건물이다. 테저전에서도 메카닉 테란이나 바카닉 테란을 운영할 때는 군수공장이 핵심 생산 건물로 된다. 군수공장을 짓는데 필요한 선행 건물의 조건은 배럭스이다. 군수공장을 짓는데 필요한 자원과 건설 시간은 미네랄:200, 가스:100, 건설 시간:80초이다. 건물의 능력치는 체력:1250, 기본 방어력:1의 능력치를 가지고 있다. 군수공장은 테란의 건물들 중에서 띄울 수 있는 건물 중에 하나로 기지가 적의 공격을 받는 위급한 상황에서는 임시 방편으로 군수공장을 띄우기도 한다. 군수공장에 에드온할 수 있는 건물은 머신샵이 있다. 스타크래프트 2에서는 광물의 가격이 200에서 150으로 낮췄기 때문에 전작보다 가격이 저렴해져서 전작보다 가격의 부담이 덜 하며 기본 방어력도 3으로 오르고 건설 시간도 60초로 더 짧아져 짓기에도 더욱 편리한 건물이 되었다. 스타크래프트 2의 군수공장은 기계실을 대신해 기술실, 반응로를 애드온할 수 있다. 스타크래프트 2의 군수공장에서 생산이 가능한 유닛은 화염차, 땅거미 지뢰, 사이클론, 크루시오 공성 전차, 화염기갑병, 토르가 있으며 캠페인이나 협동전에서는 여기에 코브라, 시체매, 골리앗, 약탈자, 경비로봇, 투견까지도 생산하는 건물이 된다. 협동전 임무에선 특이하게 저그에 일시적으로 합류한 알렉세이 스투코프에 의하여 군수공장이 대군주가 감시 군주로 진화하기위해 필요한 선행 건물로 사용되기도 한다.

## 같이 보기
- 스타크래프트
- 테란